# Hvaler
Hvaler è un comune norvegese della contea di Østfold.